# Фридрих Фердинанд Леополд Австрийски
Фридрих Фердинанд Леополд Австрийски (на немски: Friedrich Ferdinand Leopold Erzherzog von Österreich) е австрийски ерцхерцог от Хабсбургската династия.

## Живот
Той е третият син на знаменития пълководец ерцхерцог Карл Австрийски (1771 – 1847) и принцеса Хенриета фон Насау-Вайлбург (1797 – 1829), дъщеря на княз Фридрих Вилхелм фон Насау-Вайлбург.
През 1837 г. той постъпва в австрийската марина по море и скоро става капитан на кораб. През 1839 г. пътува в Ориента. През 1840 г. се отличава в сирийския поход на Лондонския алианц (Англия, Австрия, Прусия, Русия) против египетския вицекрал Мохамед Али паша.
През 1842 г. пътува до Алжир и Англия. През 1844 г. е номиниран на вицеадмирал и главен командант на марината, и въвежда реформи. През 1845 г. тържествено е приет в суверенния Малтийски орден.
Фридрих умира от жълтеница неженен на 5 октомври 1847 г. във Венеция.